# 蒂亚 (上维埃纳省)
蒂亚（法語：Thiat，法語發音：[tja]）是法国新阿基坦大区上维埃纳省的一个市镇，属于贝拉克区。该市镇2009年时的人口为138人。

## 人口
蒂亚人口变化图示
| 数据来源：INSEE |